# Nevarne snovi
| Korozivna (jedka) snov  | Eksplozivna snov | Oksidativna snov |
| Vnetljiva snov          | Strupena snov    | Dražilna snov    |
| Snov, nevarna za okolje |                  |                  |

Nevarne snovi so tiste snovi, ki imajo eno ali več nevarnih lastnosti. Nevarne lastnosti so sledeče: eksplozivnost, radioaktivnost, oksidativnost, vnetljivost, strupenost, jedkost, dražljivost, rakotvornost, mutagenost, nevarnost za okolje itd.

## Razvrstitev nevarnih snovi
Če je snov klasificirana kot nevarna snov, to pomeni, da bi prišlo v primeru razsutja ne le do neposredne škode na tovoru, temveč bi to utegnilo ogroziti tudi transportno sredstvo, osebe, ki se nahajajo v bližini, ter ožje in širše okolje.
- plini
- vnetljive tekočine
- snovi, ki pospešujejo gorenje
- jedke snovi
- strupi
- radioaktivne snovi
- kužne in gabljive snovi
- snovi s posebnimi nevarnostmi
- eksplozivne snovi
- snovi, ki v dotiku z vodo razvijajo vnetljive pline
- snovi, ki se vžigajo same od sebe
- vnetljive trdne snovi
- snovi, ki povzročajo vžig
- strupene snovi
- organski peroksidi
- dražljive snovi

## Nastajanje nevarnih snovi
Različne nevarne snovi se uporabljajo v različnih proizvodnih procesih. Prav tako jih uporabljamo v gospodinjstvih. Pogosto so odpadki izvor nevarnih snovi in le ti lahko nastajajo na različnih področjih.

### Odpadki na površinah (smeti)
Odpadki na površinah (smeti), so odpadki, ki jih podjetja zadolžena za čiščenje pridobijo s čiščenjem javnih površin, naselij, ...
Ti odpadki pretežno nastajajo zaradi neodgovornega odnosa ljudi, ki puščajo ali mečejo odpadke kot so: papir, ostanki embalaže in hrane, cigaretni ogorki, žvečilni gumiji,... kar na tla. V to skupino spadajo tudi iztrebki domačih živali, ki jih neodgovorni lastniki puščajo na javnih površinah.

### Komunalni odpadki
Komunalni odpadki so odpadki iz gospodinjstev in njim po naravi in sestavi podobni odpadki iz industrije, obrti ter storitvenih dejavnosti: npr. olupki sadja in zelenjave, pločevinke, steklenice, kartonska embalaža in drugo.
Po zakonu o varstvu okolja se komunlni odpadki zbirajo in prevažajo v okviru obvezne občinske gospodarske javne službe varstva okolja.

### Industrijski odpadki
Industrijski odpadki so odpadki, ki nastajajo pri proizvodnem procesu oz. pri industrijskih aktivnostih. Primeri odpadkov, ki nastajajo v industriji so npr. les, rudarski odpadki, kovinski ostružki, razne kemikalije, olja.
Industrijske odpadke v grobem lahko razdelimo v dve skupini: 
- na tiste, ki so po svoji strukturi podobni komunalnim odpadkom, npr. ostanki lesa, kovin, plastičnih mas in je mogoče z njimi ravnati na podoben način kot s komunalnimi odpadki;
- na t. i. industrijske odpadke, ki zahtevajo posebno obravnavo in jih ni mogoče odlagati na komunalnih odlagališčih, zato so potrebna posebna odlagališča (npr. strešne kritine z vsebnostjo azbesta, olja, ostanki lakov, maziv,...).

V preteklosti je večina tovrstnih odpadkov iz industrije končala na komunalnih odlagališčih, danes temu ni več tako. Zaradi strožjih predpisov in stroškov odlaganja v industriji iščejo možnosti kako tovrstne odpadke predelati ali jih energetsko izrabiti.

### Kmetijski odpadki
Ti odpadki nastajajo pri kmetijskih procesih. Kmetijski odpadki so:
- Komposti iz substratov izrabljenih gob
- Živalski iztrebki
- Plastika, kot npr.: vreče in pokrivala za silos, elastični ovitki za bale,...

### Medicinski odpadki
Odpadki iz zdravstva so odpadki, ki nastajajo pri izvajanju zdravstvenih aktivnosti.
Sestavljajo jih:
- Bolnišnični odpadki, podobni gospodinjskim odpadkom : Ti nastajajo v glavnem v gospodinjstvih bolnišnic in so podobni domačim gospodinjskim odpadkom.
- Nevarni zdravstveni odpadki: Ti odpadki lahko spadajo v naslednje kategorije: biološki odpadki; infekcijski odpadki; kemični odpadki; toksični odpadki; farmacevtski odpadki; jedki odpadki; radioaktivni odpadki.

Zdravstveni odpadki nastajajo prav tako v privatnih klinikah, veterinarskih postajah, zobozdravstvenih ambulantah, pri spološnih zdravnikih in v lekarnah.

### Proizvodnja nelegalnih drog
Pri proizvodnji nelegalnih drog (heroin, kokain, metamfetamin) nastajajo nevarne kemikalije. Glede na to, da je prizvodnja nelegalna, je zato neustrezno tudi njihovo odstranjevanje.

### Radioaktivni odpadki
Radioaktivne odpadke imenujemo tiste snovi, katerih specifična aktivnost (aktivnost, izražena v  bekerelih na gram) je večja od zakonsko določene meje, vendar pa njihova nadaljnja uporaba ni več možna ali pa ni več smiselna. 
Radioaktivni odpadki so lahko v različnih agregatnih stanjih: plinastem, tekočem ali trdnem. Po aktivnosti jih delimo na nizko, srednje ali visoko radioaktivne, glede na razpadni čas radioaktivnih izotopov, ki jih vsebujejo, pa jih delimo na kratkožive in dolgožive.
- Nizko radioaktivni odpadki nastajajo med vzdrževalnimi deli. To so predvsem zaščitna oblačila, oprema in orodje, ki je v uporabi v radiološko onesnaženih prostorih (v medicini, v industriji, v znanosti, ...).
- Srednje radioaktivni odpadki so ostanki radioaktivnih nečistoč iz reaktorskega hladila jedrske elektrarne, ki se zbirajo v posebnih čistilnih filtrih.
- Visoko radioaktivni odpadki nastajajo v izrabljenem jedrskem gorivu.

## Nevarne snovi za okolje

### Nevarne snovi za vodno okolje
Direktiva Sveta 76/464/EEC, ki govori o izpustih nevarnih snovi v vodno okolje, razvršča emisije v vodno okolje glede tudi na to kako naste radios snovi na vrsto nevarnih snovi na dve skupini.
V prvo skupino je uvrščenih 17 snovi, ki so v vodnem okolju posebej nevarne in so na t. i. seznamu I. Med te snovi se uvrščata dve težki kovini (živo srebro in kadmij ter njune spojine) in 15 kloriranih ogljikovodikov, in sicer 8 pesticidov (heksaklorocikloheksan, DDT, pentaklorofenol, aldrin, dieldrin, endrin, izodrin in heksaklorobenzen) in 7 kloriranih topil (ogljikov tetraklorid, heksaklorobutadien, triklorometan, 1,2-dikloroetan, trikloroetilen, tetrakloroetilen in triklorobenzen). Za te snovi so določeni enotni standardi na ravni EU, in sicer emisijski standardi ter standardi kakovosti za površinske vode, sedimente in žive organizme.
V drugo skupino snovi (na t. i. seznam II) so uvrščene snovi, ki so same po sebi manj nevarne, vendar lahko imajo v vodnem okolju prav tako škodljiv vpliv, odvisno od značilnosti in lokacije vodotoka, v katerega se te snovi odvajajo. Zaradi tega zanje niso določeni enotni standardi na evropski ravni, temveč mora emisijske standarde in okoljske standarde kakovosti določiti posamezna država. V to skupino se uvrščajo pravzaprav vse nevarne snovi za katere posamezna država ugotovi, da se odvajajo v vodno okolje na njenem ozemlju iz točkovnih ali razpršenih virov in bi zato lahko povzročile onesnaženje. Med te snovi se uvrščajo predvsem številne kovine in nekovine ter njihove spojine (cink, baker, nikelj, krom, svinec, selen, arzen, antimon, molibden, kositer, titan, barij, berilij, bor, uran, vanadij, kobalt, talij, telur, srebro), številni biocidi, fosfor in njegove anorganske spojine, cianidi, fluoridi, amonijev dušik, nitritni dušik itd.

### Nevarne snovi v zraku
Termoelektrarne, toplarne, peči za ogrevanje stanovanj in hiš, avtomobili in drugi onesnaževalci ozračja proizvajajo vsako leto milijone ton različnih plinov, ki se zgoščujejo v našem zraku, ki nas obdaja. Tako nastajajo življenju nevarni žvepleni in dušikovi plini. Žvepleni in dušikovi oksidi (plini), ki prihajajo od teh različnih proizvajalcev se v povezavi z vodo (v oblakih) spremenijo v strupeni žvepleni in dušikovi kislini. Tako nastanejo zakisane padavine, kisli dež in kisli sneg, do zakisanja pa prihaja tudi v megli.
Ogljikov dioksid, skupaj z drugimi plini preprečuje odhajanje toplote v vesolje, zato se temperatura zemeljskega ozračja počasi, a vztrajno povečuje (učinek tople grede).
Freoni glavni krivci za nevarno zmanjševanje molekul ozona v višjih plasteh ozračja. Tako nevarno ultravijolično žarčenje vse bolj neovirano prodira na Zemljo in v določenih območjih že ogroža življenje.

## Prevozi nevarnih snovi
Prevažanje nevarnih snovi je zakonsko urejeno; to pomeni, da obstajajo posebni nacionalni in mednarodni predpisi, s katerimi se določajo pogoji in načini tovrstnega prevoza. Na varnost prevoza vplivajo: stopnja nevarnosti, ki jo predstavlja sama nevarna snov, konstrukcijske karakteristike prevoznega sredstva in stanje, v katerem se to sredstvo nahaja ter postopki pri nakladanju, razkladanju in prevozu blaga.

### Prevoz po cesti
Cestni transport je organiziran v »Mednarodni zvezi za cestni transport« (IRU). 
- Pravno osnovo za urejanje odnosov med uporabniki in prevozniki določa Konvencija o pogodbi za mednarodni prevoz blaga po cesti (CMR).
- Prevoz nevarnih snovi v mednarodnem cestnem prevozu je zajet v Evropskem sporazumu o mednarodnem prevozu nevarnih snovi po cesti (ADR).

### Prevoz po železnici
- Predpisi za prevoz nevarnih snovi v mednarodnem železniškem prometu so zajeti v Sporazumu o mednarodnem železniškem prevozu nevarnih snovi (RID).

### Pomorski prevoz
- Mednarodna konvencija o varstvu človeškega življenja na morju (SOLAS)
- Mednarodni pomorski kodeks nevarnega tovora (IMDG Code)
- Mednarodna konvencija o standardih za usposabljanje, pooblastilih in opravljanju straže pomorščakov (STCW)
- Mednarodna konvencija o preprečevanju onesnaženja morja z ladij (MARPOL)

### Prevoz po notranjih plovnih poteh
V Evropi je najpomembnejša organizacija »Mednarodna zveza za notranjo plovbo« - UINF.
- Upoštevajo se določbe o Mednarodnem prevozu nevarnih snovi po notranjih plovnih poteh (ADN).

### Zračni prevoz
Mednarodno združenje za zračni transport (IATA) je izdalo priročnik Pravila za nevarno blago.

### Mednarodne oznake
Številka nevarnosti in UN številka (identifikacijske številke Združenih narodov) (na oranžni tabli) je sestavljena iz dveh ali treh številk ali je k temu dodana še črka. 
Pomen prvega števila je:
- 1= eksplozivna snov
- 2= plini (pod tlakom ali utekočinjeni)
- 3= vnetljive tekočine, plini ali hlapi
- 4= vnetljive trdne snovi
- 5= oksidirajoče snovi ali organski peroksidi
- 6= strupene snovi ali strupi
- 7= radioaktivne snovi
- 8= jedke snovi
- 9= tveganje ob spontanih burnih reakcijah

Vrste nevarnosti, ki jih označuje druga številka:
- 0= ni posebne nevarnosti
- 1= nevarnost eksplozije
- 2= nevarnost nastajanja plinov
- 3= vnetljivost
- 4= značilno samo za taline
- 5= oksidirajoče lastnosti
- 6= strupenost
- 7= radioaktivnost
- 8= nevarnost burne kemijske reakcije
- 9= tveganje ob spontanih burnih reakcijah

Tabela pomnoženih ali ponavljajočih se številk, ki označujejo povečano nevarnost:
- 22= globoko podhlajen plin
- 33= zelo vnetljiva tekočina
- 44= trdna snov, ki je s taljenjem prešla v tekočino
- 55= zelo močan oksidant
- 66= zelo močan strup
- 77= zelo močna radioaktivna snov
- 88= zelo močno jedko sredstvo

Kadar je druga številka 0 pomeni, da nevarna snov nima posebno močnih reakcijskih lastnosti.
Kadar število sestavljajo trije znaki pomeni, da obstaja možnost verižne reakcije.
Kadar je številkama dodan X pomeni, da bo snov burno reagirala z vodo.
- X= nevarnost pri stiku z vodo

Nalepke nevarnosti: 
- eksplozivne snovi in plini (razred 1)

|  |

- plini (razred 2)

|  |  |  |

- vnetljive tekočine (razred 3)

|  |

- vnetljive trdne snovi in snovi, ki tvorijo pline (razred 4)

|  |  |  |

- oksidirajoče snovi (razred 5)

|  |  |

- strupene snovi (razred 6)

|  |  |

- radioaktivne snovi in plini (razred 7)

|  |

- jedke snovi (razred 8)

|  |

- različne nevarne snovi in nevarni predmeti (razred 9)

|  |